# Melilotus polonicus
Melilotus polonicus là một loài thực vật có hoa trong họ Đậu. Loài này được (L.) Pall. miêu tả khoa học đầu tiên.